# سیارک ۲۵۳۷۶
سیارک ۲۵۳۷۶ (به انگلیسی: 25376 Christikeen، نامگذاری:1999TS180) بیست و پنج هزار و سیصد و هفتاد و ششمین سیارک کشف شده‌است که در ۱۰ اکتبر ۱۹۹۹ کشف شد.
قدر مطلق سیارک برابر ۱۰.۲ است.